# Decibel Magazine
Decibel Magazine – amerykańskie czasopismo muzyczne wydawane jako miesięcznik. Pierwsza publikacja miała miejsce w 2004 roku. Decibel Magazine jest częścią grupy medialnej Red Flag Media, a redaktorem naczelnym Albert Mudrian. Jednym z redaktorów czasopisma jest muzyk Jeffrey Walker – członek grupy muzycznej Carcass.